# Gaelek
A gaelek etnikai-nyelvi csoport Írországban, Skóciában és a Man-szigeten, akiknek eredeti nyelve a goidel típusú kelta (vagy összefoglalóan gael) nyelvek egyike. A szó az angol nyelven keresztül terjedt el, amely 1810-ben vette át a skót gael nyelvű Gaidheal szóból (ír Gaedhealg), amellyel a kelta nyelvű felföldi emberek (highlanders) önmagukat jelölik.
A gaelek számát ma közel kétszázezerre becslik, de lehetnek többen is. Kanadában is élnek gael közösségek. Sok ír, aki nem is beszéli az ír gael nyelvet, mégis gaelnek tartja magát, ami ebben a tágabb értelemben leszármazási és közös hagyományú közösséget jelent. Ugyanez vonatkozik a Man szigetre, ahol 1974 óta már senki nem beszéli a sziget eredeti gael nyelvét (manx).
A gael vagy gaoidheal szavakat eredetileg az írországi emberekre használták, és van olyan elmélet, amely szerint a walesi "támadó" jelentésű Gwyddel szóból származhat.

## Eredetlegendák
A korai keresztény korban, amikor a gaelek jórészt csak a mai Ír-sziget területén éltek, Míl Espáine leszármazottainak tartották magukat, aki az Ibériai-félsziget északi részéről, a mai Galiciából és Észak-Portugáliából jött, ahol már az Ogham-ábécé egy korai formája is létezett. Ez a legenda ma is él Írországban és Skóciában, és sok mai klánvezető saját családfáját is ide vezeti vissza. A Lebor Gabála Érenn című középkori vers- és prózagyűjtemény számbaveszi a gaelek vándorlásának állomásait, valószínűleg a legendák alapján, bár a leírt mitikus jellegű eseményeknek lehetett valós alapja. Ezt valószínűsíti a Galíciában fellelt korai Ogham-kézirat, illetve a gaeleket a baszkokhoz és a galiciaiakhoz kötő genetikai vizsgálatok.

## Mai gaelek
Skóciában a becslések szerint 60 ezer és 90 ezer között lehet a gaelek száma, Írországban 100 ezer, vagy ennél is több. Mindkét országnak a nyugati részén helyezkednek el a számottevő gael közösségek. Különösen A Hebridákon nagy a gael nyelvet beszélők aránya, de sokan élnek Skóciában Glasgowban és Edinburghben is, Írországban pedig Corkban és Dublinban. Kanadában 500-2000 gael élhet, főleg Nova Scotiában, a Cape Breton-szigeten és Új-Fundlandon, de jó részük már idős.